# The Closed Road
Pour plus de détails, voir Fiche technique et Distribution.
The Closed Road est un film muet américain de Maurice Tourneur, sorti en 1916.

## Synopsis
Lorsque le docteur Hugh Annersley se retrouve à court de fonds pour sa recherche d'un remède contre le cancer, il contacte Griswold, un musicien de ses amis qui lui doit de l'argent. Mais Griswold est retrouvé mort, et tous les indices accusent Hugh. Pendant ce temps, Frank Sergeant, une connaissance de Hugh et de sa sœur Julia, découvre qu'il n'a plus que six mois à vivre. Julia lui demande alors de s'accuser du meurtre pour que Hugh puisse continuer ses recherches. Frank accepte, mais alors qu'il est promis à la chaise électrique, il apprend qu'il n'est pas aussi malade qu'il le pensait. Pour le sauver, Julia enquête et découvre que le docteur Appledan est le coupable et le fait se confesser juste à temps pour sauver Frank.

## Fiche technique
- Titre : The Closed Road
- Réalisation : Maurice Tourneur
- Assistant : Clarence Brown
- Scénario : Maurice Tourneur
- Direction artistique : Ben Carré
- Photographie : John van den Broek
- Montage : Clarence Brown
- Production : Maurice Tourneur
- Production exécutive : William A. Brady
- Société de production : Paragon Films
- Société de distribution : World Film Corporation
- Pays d'origine :  États-Unis
- Langue originale : anglais
- Format : noir et blanc — 35 mm — 1,37:1 — Muet
- Genre : drame
- Durée : 50 minutes (5 bobines)
- Dates de sortie :
  - États-Unis : 24 avril 1916

## Distribution
- House Peters : Frank Sargeant
- Barbara Tennant : Julia Annersley
- Lionel Adams : Hugh Annersley
- Leslie Stowe : Appledan
- George Cowl : Griswold